# Simochromis babaulti
Simochromis babaulti är en fiskart som beskrevs av Pellegrin 1927. Simochromis babaulti ingår i släktet Simochromis och familjen Cichlidae. IUCN kategoriserar arten globalt som livskraftig. Inga underarter finns listade i Catalogue of Life.